# Jack Falahee
Jack Falahee, född, 20 februari 1989, uppvuxen i Ann Arbor, är en amerikansk skådespelare.
Han tog examen från New York Universitys Tisch School of the Arts där han uppträdde i flera scenproduktioner.
Efter examen medverkade Falahee i flera filmer och TV-program, innan han fick rollen som Connor Walsh i  TV-serien How to Get Away with Murder som hade premier 2014.